# Sterlet
Sterlet (Acipenser ruthenus) er en af de relativt mindre fisk i størfamilien. Sterlet lever i floder og større søer i Østeuropa og Sibirien. Den opdrættes i dambrug, men de naturlige bestande er truede på grund af overfiskning.

## Udseende
Sterlet har en spids, smal snude som er let opadbøjet. På undersiden af snuden sidder fire frynsede skægtråde. Den har 60-70 små benplader langs siderne og 10-18 større skjolde på hver side af bugen Sterlet er brunlig til grålig på ryg og sider, og gullig på bugen. Den er 35-40 cm lang i 5-års alderen og kan blive op til 150 cm og veje 15 kg.

## Levevis
Sterlet spiser døgnfluelarver, dansemyggelarver, små snegle, orme og lignende smådyr. Om vinter spiser den normalt ikke, men overvintrer på dybt vand i floderne. Om foråret vandrer den længere op i floden for at gyde. Hunnen gyder afhængig af størrelse 11.000-140.000 1,5 mm store klæbrige æg. Æggene klækkes efter 4-5 dage. Hannerne bliver kønsmodne når de er 4-5 år og måler ca. 35 cm. Hunnerne bliver kønsmodne når de 5-9 år gamle og måler 40-45 cm.
De vandrer forholdsvist kort for gyde (afstande på op til 322 km er rapporteret fra Donau. Indtil slutningen af 1800-tallet var der en nu uddød bestand af vandrefisk i Volga som søgte føde i det Kaspiske hav og vandrede op i floden om efteråret.

## Udbredelse
Sterlet har været vidt udbredt i floder som udmunder i Sortehavet, det Azovske Hav og det Kaspiske Hav, samt i Sibirien fra Ob til Jenisej. Den findes stadig i hovedparten i sit udbredelsesområde, men bestandene er gået meget tilbage mange steder, f.eks. med mere 80 % i Don, Kuban og Dnestr, og med op til 50 % i andre floder som Ob og Irtysj. Sammenlagt anslås den at være gået tilbage med 30-50 %, og er kategoriseret som sårbar på IUCN's Rødliste. Rapporterede fangster i Rusland faldt fra 116 tons i 1990 til 80,6 tons i 1996.
Sterlet blev udsat i Petjora-flodsystemet i 1928-1950 og i Ladoga-søen. Dambrug har resulteret i udsætninger eller udslip mange steder i Europa.
I Danmark har Sterlet været opdrættet i dambrug siden 1958, og er senere blevet en almindelig fisk i havedamme. Den har også været udsat i mindst en Put and Take-sø. Den er fundet i en dansk å i 2005.

## Udnyttelse
Sterlet anses som en velsmagende spisefisk. Dens æg forarbejdes til finkornet kaviar, og svømmeblæren giver gelatine (husblas) af høj kvalitet.